# Saison 3 d'Unforgettable
Chronologie
Saison 2 Saison 4
Cet article présente les treize épisodes de la troisième saison de la série télévisée américaine Unforgettable.

## Synopsis
Une ancienne policière de Syracuse nommée Carrie Wells souffre d'hypermnésie, des conditions médicales rares qui lui donne la capacité de se souvenir de tout.
Elle se joint à une équipe d'enquêteurs de la police de New York et résoudre ces meurtres l'aide à retrouver la seule chose dont elle n'est pas capable de se rappeler, le décès de sa sœur aînée.

## Distribution

### Acteurs principaux
- Poppy Montgomery (VF : Rafaèle Moutier) : Carrie Wells
- Dylan Walsh (VF : Philippe Valmont) : Al Burns
- Jane Curtin (VF : Josiane Pinson) : Dr Joanne Webster
- Dallas Roberts (VF : Tanguy Goasdoué) : Eliot Delson
- Tawny Cypress (VF : Sophie Riffont) : Cherie Rollins-Murray
- James Hiroyuki Liao (VF : Olivier Chauvel) : Jay Lee

### Acteurs récurrents et invités
- Boris Kodjoe : Agent Simms (épisodes 1 et 3)
- Britt Lower (VF : Ingrid Donnadieu) : Tanya Sitkowsky (épisode 7)

## Production
Le 27 septembre 2013, la série a été renouvelée pour une troisième saison de treize épisodes diffusée depuis le 29 juin 2014.

### Diffusions
En Suisse, elle est diffusée depuis le 2 janvier 2015 sur RTS Un. 
En Belgique, elle est diffusée depuis le 26 février 2015 sur La Une.
En France, elle est diffusée depuis le 17 mars 2015 sur TF1.

## Liste des épisodes

### Épisode 1:Le Billet de cent dollars
- États-Unis /  Canada : 29 juin 2014 sur CBS / CTV[3]
- Suisse : 2 janvier 2015 sur RTS Un
- Belgique : 26 février 2015 sur La Une
- France : 17 mars 2015 sur TF1
- Québec : 9 septembre 2015 sur V

- États-Unis : 6,22 millions de téléspectateurs[4] (première diffusion)
- Canada : 1,142 million de téléspectateurs[5] (première diffusion + différé 7 jours)
- France : 6,02 millions de téléspectateurs[6] (première diffusion)

- Boris Kodjoe (Agent Simms)
- Faye Kingslee (Padma)
- Michael Carsen (Bennis)
- Barthelemy Astin (Grant)
- Kaliswa Brewster (Jenny)
- Hani Avital (Kristen)
- Christina Lippolis (Olivia)
- Arianda Fernandez (Sophie)
- Li Jun Li (Natalie)
- Nicholas E. Calhoun (Evan)
- Les J.N. Mau (Indonesian Man)
- Caleb Mclaughlin (Older Brother)
- Caitlyn Mclaughlin (Younger Sister)

### Épisode 2:La Combinaison
- États-Unis /  Canada : 6 juillet 2014 sur CBS / CTV
- Suisse : 2 janvier 2015 sur RTS Un
- Belgique : 26 février 2015 sur La Une
- France : 17 mars 2015 sur TF1
- Québec : 16 septembre 2015 sur V

- États-Unis : 6,2 millions de téléspectateurs[7] (première diffusion)
- Canada : 1,088 million de téléspectateurs[8] (première diffusion + différé 7 jours)
- France : 5,13 millions de téléspectateurs[6] (première diffusion)

- Christopher Algieri (Johnny)
- Jason Cerbone (Bobby)
- Bryan Terrell Clark (Andre "AK" Kade)
- Lemuel H. Carter II (Mr. Parker)
- Michael Cullen (Casey)
- Taylor Gildersleeve (Anna)
- Janelle Gaeta (Dafina)
- Ethan Herschenfeld (Agim)
- Afrim Gjonbalaj (Edon)
- Danielle Guldin (Megi)
- Desmin Borges (en) (Troy)
- George Hampe (Dustin)

### Épisode 3:Révélations mortelles
- États-Unis /  Canada : 13 juillet 2014 sur CBS / CTV
- Suisse : 30 janvier 2015 sur RTS Un
- Belgique : 5 mars 2015 sur La Une
- France : 24 mars 2015 sur TF1
- Québec : 23 septembre 2015 sur V

- États-Unis : 6,02 millions de téléspectateurs[9] (première diffusion)
- Canada : 1,071 million de téléspectateurs[10] (première diffusion + différé 7 jours)
- France : 6,61 millions de téléspectateurs[11] (première diffusion)

- Boris Kodjoe (Agent Simms)
- Kelly Overton (Emily)
- Avia Teresa Lim (Annabel)
- Brian Willes (Pemberton)
- Sheldon Best (Journaliste #1)
- Clancy O'Connor (Journaliste #2)
- Scott Drummand (Dwayne)
- Happy Anderson (Gavin)
- David Armanino (Bryce)
- Marc Kudisch (Donnovan)
- A.Z. Kesley (Matt)
- Jabari Grey (Directeur)
- Dan Amboyer (Eric Oliver)
- Enzo Cellucci (Joey)
- Anthony Fazio (Paparazzi #1)
- Rendal Newsom (Calvin)
- Henry Russel (Casper)
- Ricki Noel Lander (Barmaid)

### Épisode 4:Coups de poker
- États-Unis /  Canada : 20 juillet 2014 sur CBS / CTV
- Suisse : 6 février 2015 sur RTS Un
- Belgique : 5 mars 2015 sur La Une
- France : 24 mars 2015 sur TF1
- Québec : 30 septembre 2015 sur V

- États-Unis : 6,39 millions de téléspectateurs[12] (première diffusion)
- Canada : 1,001 million de téléspectateurs[13] (première diffusion + différé 7 jours)
- France : 5,47 millions de téléspectateurs[11] (première diffusion)

- Yaya DaCosta (Molly)
- Constantine Maroulis (Germ)
- Morgan Spector (Dean)
- David Yuval Cohen (Poker Dealer)
- Mario Polit (Security Guard)
- Patrick Cooley (Security Guard #1)
- Michael Zlabinger (Will)
- Joseph Mancuso (Scott)
- Ty Michael Robinson (Larry)
- Adria Arjona (Suzy)
- Jackson Kaufman (Jackson)
- Jayden Rey (Lulu)
- Andrew Leggieri (Blackjack Dealer)
- Anthony Mazza (ESU)

### Épisode 5:Le Mystère du chef
- États-Unis /  Canada : 27 juillet 2014 sur CBS / CTV
- Suisse : 23 janvier 2015 sur RTS Un
- Belgique : 12 mars 2015 sur La Une
- France : 31 mars 2015 sur TF1
- Québec : 7 octobre 2015 sur V

- États-Unis : 6,45 millions de téléspectateurs[14] (première diffusion)
- Canada : 1,165 million de téléspectateurs[15] (première diffusion + différé 7 jours)
- France : 6,09 millions de téléspectateurs[16] (première diffusion)

- Colin Egglesfield (Sewell)
- Craig Bierko (Marco)
- Natalie Knepp (Giulianna)
- Rupak Ginn (Robert)
- Jolly Abraham (Gita)
- David Shih (Zenji)
- Nikka Graff Lanzarone (Heather)
- Julian Medina/Jacob Medina (Stevie)
- Eli James (Peter)
- Jonathan Berenson (Director)
- Guyviaud Joseph (Uniform Cop)
- Asa Somers (Holliman)
- Christina Brucato (Debbie)
- Angela Pietropinto (Phyllis)
- Jerry Matz (Harold)
- Woodie King Jr. (Barry)
- Winslow Bright (Assistant)

### Épisode 6:Dans la peau du meurtrier
- États-Unis /  Canada : 3 août 2014 sur CBS / CTV
- Suisse : 13 février 2015 sur RTS Un
- Belgique : 12 mars 2015 sur La Une
- France : 31 mars 2015 sur TF1

- États-Unis : 5,67 millions de téléspectateurs[17] (première diffusion)
- Canada : 1,132 million de téléspectateurs[18] (première diffusion + différé 7 jours)
- France : 5,27 millions de téléspectateurs[16] (première diffusion)

- Aaron Costa Ganis (Dominic Moreno)
- John Doman (Vincent Quinn)
- Owiso Odera (Capt. Melvin Stearns)
- Christopher Livingston (Danny Murphy)
- Gabrielle Porter (Beth Bronson)
- Brendan Griffin (Brendan Quinn)
- Rich Duva (IAB Agent)
- Elena Hurst (Alma Payn
- Rudy Mungaray (Hector)
- Margot White (Kathleen Quinn)
- James Harkness (Rudy)
- Jeb Kreager (Range Officer)

### Épisode 7:Le Poids de l’amitié
- Canada : 10 août 2014 sur CTV
- États-Unis : 17 août 2014 sur CBS
- Suisse : 20 février 2015 sur RTS Un
- Belgique : 19 mars 2015 sur La Une
- France : 7 avril 2015 sur TF1

- Canada : 1,174 million de téléspectateurs[19] (première diffusion + différé 7 jours)
- États-Unis : 6,28 millions de téléspectateurs[20] (première diffusion)
- France : 6,06 millions de téléspectateurs[21] (première diffusion)

- Julie Ann Emery (Shelby)
- Josh Stamberg (Robert Bright)
- Matthew Lawler (Dave O'Bannon)
- Larisa Polonsky (Amanda Temple)
- Andrea Cirie (Marcia Harrison)
- Britt Lower (Tanya Sitkowsky)
- John Michael Bolger (Declan Macauley)
- Josephine Huang (Assistant)
- Roberta Colindrez (Pam Lisotta)
- Dena Tyler (Gina)
- Mitch Longley (Pete)
- Deborah Twiss (reporter)
- Christopher Rivaro (CSU)

### Épisode 8:Le Cobaye
- États-Unis /  Canada : 24 août 2014 sur CBS / CTV
- Suisse : 9 janvier 2015 sur RTS Un
- Belgique : 19 mars 2015 sur La Une
- France : 7 avril 2015 sur TF1

- États-Unis : 6,39 millions de téléspectateurs[23] (première diffusion)
- Canada : 1,363 million de téléspectateurs[24] (première diffusion + différé 7 jours)
- France : 5,19 millions de téléspectateurs[21] (première diffusion)

- Laura Harrier (Amber)
- Matthew Porretta (Bruce)
- Julian Silver (Eddie)
- Michael Bakkensen (Hughes)
- Stephen Lin (Husband)
- Peter Albrink (Jordan)
- James Francis Ginty (Kuryak)
- Caitlin McGee (Louisa)
- Erica Camarano (Norma)
- Howard W. Overshown (Pulaski)
- Mark Ryan Anderson (Sam)
- Orlagh Cassidy (Shelley)
- Anna Weng (Wife)
- Woodie King, Jr. (Barry)
- Andrew Beasley (Quinton)
- Michael McGuirk (Sean)

### Épisode 9:La Chasse au trésor
- États-Unis : 30 août 2014 sur CBS
- Canada : 31 août 2014 sur CTV
- Suisse : 16 janvier 2015 sur RTS Un
- Belgique : 26 mars 2015 sur La Une
- France : 14 avril 2015 sur TF1

- États-Unis : 4,35 millions de téléspectateurs[25] (première diffusion)
- Canada : 1,059 million de téléspectateurs[26] (première diffusion + différé 7 jours)
- France : 5,62 millions de téléspectateurs[27] (première diffusion)

- Stevie Lynn Jones (Kendall)
- Wrenn Schmidt (Vicki)
- Mike Doyle (John)
- Edmund Donovan III (Derrick)
- Aurélie Claudel (Camille)
- James Martinez (James)
- Georgia Hays (Judy)
- Andre Blake (Cameron)
- Andrew Hovelson (Emil)
- Dylan Hartigan (Wyatt)
- Adam Griffith (Marco)
- Kevin Kevin (Agent de Sécurité)

### Épisode 10:Le Sabre noir
- États-Unis /  Canada : 31 août 2014 sur CBS / CTV
- Suisse : 27 février 2015 sur RTS Un
- Belgique : 26 mars 2015 sur La Une
- France : 14 avril 2015 sur TF1

- États-Unis : 6,02 millions de téléspectateurs[28] (première diffusion)
- Canada : 1,42 million de téléspectateurs[26] (première diffusion + différé 7 jours)
- France : 5,13 millions de téléspectateurs[27] (première diffusion)

- Hrach Titizian (Samir/Jean-Luc)
- Aaron Nelson (Elton)
- Ramone Wilkinson (Christopher)
- James Colby (Capt. Burch)
- Lauren Velez (Aisha)
- Ashley Aufderheide (Maya Rawlins-Murray)
- Postell Pringle (Bomb Tech)
- Meghan Refferty (Megan)
- Rock Kohli (Bilal)
- Ito Aghayere (Reporter #1)
- Dan Schachner (Reporter #2)
- Laith Nakli (Usman)
- Tuffy Questell (Super)
- Rob Leo Roy (Directeur Du Musée)

### Épisode 11:Derrière le masque
- États-Unis /  Canada : 7 septembre 2014 sur CBS / CTV
- Belgique : 2 avril 2015 sur La Une
- France : 21 avril 2015 sur TF1
- Suisse : 6 mars 2016 sur RTS Un

- États-Unis : 6,97 millions de téléspectateurs[29] (première diffusion)
- Canada : 1,377 million de téléspectateurs[30] (première diffusion + différé 7 jours)
- France : 5,09 millions de téléspectateurs[31] (première diffusion)

- Lola Glaudini (Gwen Stein)
- Troy Garity (Jake Thompson)
- Hunter Emery (Craig Zadoc)
- Adrian Rieder (Jeff)
- Kenneth Lee (Charles)
- Jason Schuchman (Oliver)
- Vince Oddo (Ben)
- David H. Holmes (Pete)
- James Michael Reilly (Tim)
- Desiree Rodriguez (Desiree)
- Alex Charak (Brett)
- Caleb Eberhardt (de) (Wayne)
- Manuel Herrera (Alex)
- Jason Cottle (Lee)
- Bubba Weiler (Joe)
- Jackie Cruz (Maria)

### Épisode 12:Meurtre à Hollywood
- États-Unis /  Canada : 14 septembre 2014 sur CBS / CTV
- Belgique : 2 avril 2015 sur La Une
- France : 21 avril 2015 sur TF1
- Suisse : 6 mars 2016 sur RTS Un

- États-Unis : 6,45 millions de téléspectateurs[32] (première diffusion)
- Canada : 1,563 million de téléspectateurs[33] (première diffusion + différé 7 jours)
- France : 4,49 millions de téléspectateurs[31] (première diffusion)

- Lili Mirojnick (Tina)
- Michael Sharon (Fletcher)
- Joey Slotnick (Larry)
- Patrick Carroll (Lester)
- Pooja Kumar (Amira)
- Adam David Thompson (en) (Freddie)
- Larry Mitchell (Malone)
- John Bianco (Colin)
- Sonia Feigelson (Monika)
- Eleanor Handley (Sheila)
- John De Benedetto (Slam)
- Geoff Wigdor (Mark)
- Christian Conn (Wayne)
- Emmy Harrington (Beth)
- Reggie Gowland (Manny)
- Mary Boyer (Grandmother)
- Diana Bologna (Parent #1)
- Gregory Porter Miller (Lamar)
- Frank Delessio (Guard #1)
- Tommar Wilson (Weatherly)
- Wayne R. Scherzer (Barry)
- Shannon Maree Walsh (Receptionist)
- Stan Carp (Old Man)
- Olivia Flynn (Young Carrie)

### Épisode 13:Infectée
- États-Unis /  Canada : 14 septembre 2014 sur CBS / CTV
- Belgique : 2 avril 2015 sur La Une
- Suisse : 13 mars 2016 sur RTS Un
- France : 12 avril 2016 sur TF1

- États-Unis : 5,78 millions de téléspectateurs[32] (première diffusion)
- Canada : 1,563 million de téléspectateurs[33] (première diffusion + différé 7 jours)

- Michael Siberry (Thomas Carlyle)
- Keith White (Stage Manager)
- Ryan Shams (Eric)
- Tyrone Henderson (Dr. Millar)
- Babs Olusanmokun (Goodacre Oyensi)
- Roderick Hill (August Kincaid)
- Michael Pemberton (Logan Sale)
- Michael Dempsey (Eddie)
- Todd Faulkner (Murphy)
- Hakey Sanford (Haley)